# Duncan Hamilton
Duncan Hamilton,  britanski dirkač Formule 1, * 30. april 1920, County Cork, Irska, † 13. maj 1994, Sherborne, Dorset, Anglija, Združeno kraljestvo.
Debitiral je v sezoni 1951, ko je nastopil na dirkah za Veliko nagrado Velike Britanije, kjer je zasedel dvanajsto mesto, in za Veliko nagrado nagrada Nemčije, kjer je odstopil. Tudi v naslednji sezoni 1952 je nastopil na dveh dirkah za Veliko nagrado Velike Britanije, kjer je odstopil, in za Veliko nagrado nagrada Nizozemske, kjer je s sedmim mestom le za dve mesti zgrešil uvrstitev med dobitnike točk, a je dosegel svojo najboljšo uvrstitev v karieri. Zadnjič je v Formuli 1 nastopil na domači dirki za Veliko nagrado Velike Britanije v sezoni 1953, kjer je odstopil. Leta 1953 je zmagal tudi na dirki 24 ur Le Mansa skupaj s Tonyjem Roltom. Umrl je leta 1994.

## Popolni rezultati Formule 1
(legenda) (odebeljene dirke pomenijo najboljši štartni položaj, poševne pa najhitrejši krog, †-uvrščen kljub odstopu)
| Leto | Moštvo          | Šasija           | Motor          | 1   | 2   | 3   | 4   | 5      | 6       | 7     | 8   | 9   | Prv | Toč |
| ---- | --------------- | ---------------- | -------------- | --- | --- | --- | --- | ------ | ------- | ----- | --- | --- | --- | --- |
| 1951 | Duncan Hamilton | Talbot-Lago T26C | Talbot-Lago S6 | ŠVI | 500 | BEL | FRA | VB 12  | NEM Ret | ITA   | ŠPA |     | 42. | 0   |
| 1952 | HW Motors       | HWM 52           | HWM S4         | ŠVI | 500 | BEL | FRA | VB Ret | NEM     | NIZ 7 | ITA |     | 30. | 0   |
| 1953 | HW Motors       | HWM 53           | HWM S4         | ARG | 500 | NIZ | BEL | FRA    | VB Ret  | NEM   | ŠVI | ITA | -   | 0   |